# Mohammed Ataur Rahman
Mohammed Ataur Rahman fue un diplomático, indio.
- Mohammed Ataur Rahman fue hijo de Colonel M. A. Rahman.
- En septiembre de 1942 fue comisionado al Ejército Indio Británico.
- En marzo de 1947 fue designado oficial del servicio exterior del gobierno de Luis Mountbatten.
- De 1948 a 1949 fue secretario de embajada en la misión militar de la india en Berlín.[1]
- De 1949 a 1951 fue secretario de embajada en Praga.
- De 1951 a julio de 1952 fue secretario de embajada de primera clase en Bonn.
- De julio de 1952 a 1953 fue como secretario de embajada de primera clase Encargado de negocios de la Alta Comisión en Nairobi.
- En 1953 fue oficial con una tarea especial en el ministerio de Relaciones Exteriores en Nueva Delhi.
- De julio de 1953 a 1956 fue secretario de embajada de primera clase en Rangún.
- De julio de 1956 a 1959 fue como Consejero de embajada, Encargado de negocios en Budapest.
- De 1960 a 1962 fue Encargado de negocios en Leopoldville.
- De 1960 a 1964 las Fuerzas Armadas de India contribuyen un cuarto del contingente de la United Nations Operation in the Congo (ONUC). En la ONUC 36 soldados indios murieron y 124 resultaron heridas.
- de:Rajeshwar Dayal fue representante personal de Dag Hammarskjöld en la República Democrática del Congo. Patrice Lumumba eligió en:Justin Marie Bomboko para presidir una conferencia Panafricana a nivel de ministro en preparación de una conferencia Panafricana, que duró del 25 al 30 de agosto de 1960. Unos días antes de la conferencia, Ralph Bunche dimitió como representante personal de Dag Hammarskjöld en el Congo. En la elección de un sustituto, Dag Hammarskjöld había consultado Sri Pandit Jawaharlal Nehru que le ofreció el embajador de la India a Pakistán, de:Rajeshwar Dayal, un diplomático brillante y la combinación perfecta de inglés con educación y la aristocracia india. Se le dio el trabajo a la vez, pero solo llegó a Congo el 8 de septiembre de 1960.
- De 1962 a 1964 fue director en el ministerio de Relaciones Exteriores en Nueva Delhi.
- De 1964 a 1967 fue Presidente del en:International Control Commission en Vietnam.
- De 1967 a 1969 fue Alto Comisionado en Kuala Lumpur (Malasia).
- De 1969 a 1971 fue embajador en Teherán.
- En febrero de 1972 fue designado secretario adjunto del ministerio del exterior.
- De 1975 a 1980 fue embajador en Bonn.[2]